# Тусијан (Аризона)
Тусијан (енгл. Tusayan) град је у америчкој савезној држави Аризона. По попису становништва из 2010. у њему је живело 558 становника.

## Демографија
| Група             | 2000.       | 2010.       |
| Белци             | 300 (53,4%) | 235 (42,1%) |
| Црнци             | 6 (1,1%)    | 2 (0,4%)    |
| Азијати           | 0 (0,0%)    | 36 (6,5%)   |
| Хиспаноамериканци | 170 (30,2%) | 227 (40,7%) |
| Укупно            | 562         | 558         |